# Nový Knín
Nový Knín település Csehországban, a Příbrami járásban. Nový Knín Rybníky, Borotice, Mokrovraty, Malá Hraštice, Stará Huť, Velká Lečice, Korkyně, Drhovy, Chotilsko és Nové Dvory településekkel határos. Lakosainak száma 2126 fő (2024. január 1.).

## Népesség
A település lakosságának változását az alábbi diagram mutatja:
| Lakosok száma | 2419 | 2401 | 2336 | 1780 | 1867 | 1731 | 2009 | 2039 | 2069 | 2126 |
|               | 1869 | 1890 | 1921 | 1950 | 1980 | 2001 | 2017 | 2019 | 2022 | 2024 |